# Miedary

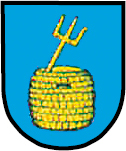
Nieoficjalny herb wsi Miedary

Miedary (niem. Miedar) – wieś sołecka w Polsce położona w województwie śląskim, w powiecie tarnogórskim, w gminie Zbrosławice.
W latach 1945–1954 siedziba gminy Miedary. W latach 1975–1998 miejscowość należała administracyjnie do województwa katowickiego. Przed II wojną światową należała do państwa niemieckiego pod nazwą Immenwald.
Do sołectwa Miedary należy część wsi Kopanina.
| SIMC    | Nazwa    | Rodzaj    |
| ------- | -------- | --------- |
| 0225207 | Kopanina | część wsi |

W miejscowości znajdowała się stacja kolejowa Miedary.

## Nazwa
Nazwa związana jest z bartnictwem i wywodzi się od polskiej nazwy miód. Heinrich Adamy swoim dziele o nazwach miejscowości na Śląsku wydanym w 1888 roku we Wrocławiu wymienia jako najstarszą zanotowaną nazwę miejscowości Miedary podając jej znaczenie Honigerdorf (Zeidler), czyli po polsku Miodowa wieś (Pszczelarz).
W 1295 w kronice łacińskiej Liber fundationis episcopatus Vratislaviensis (pol. „Księdze uposażeń biskupstwa wrocławskiego”) miejscowość wymieniona jest jako Modar we fragmencie Modar decima more polonico. W okresie hitlerowskiego reżimu w latach 1936–1945 miejscowość nosiła nazwę Immenwald.

## Stanowisko paleontologiczne
W pobliżu miejscowości znajduje się stanowisko paleontologiczne obfitujące w skamieniałości ze środkowego triasu. W 2024 roku odkopano tu m.in. bardzo wiele zębów różnych gatunków rekinów z tego okresu, kompletną czaszkę notozaura oraz kości wielu innych zwierząt.

## Sport
W Miedarach działa Ludowy Klub Sportowy Orzeł Miedary, grający w sezonie 2025/2026 w V lidze grupie śląskiej I (północnej).

### Klub
- pełna nazwa – Ludowy Klub Sportowy Orzeł Miedary
- liga – IV liga, gr. śląska I
- rok założenia – 1948
- barwy – niebiesko-żółte
- adres – ul. Tarnogórska 9

### Stadion
- pojemność – 1500 miejsc
- oświetlenie – brak
- wymiary – 108 × 65 m

## Galeria

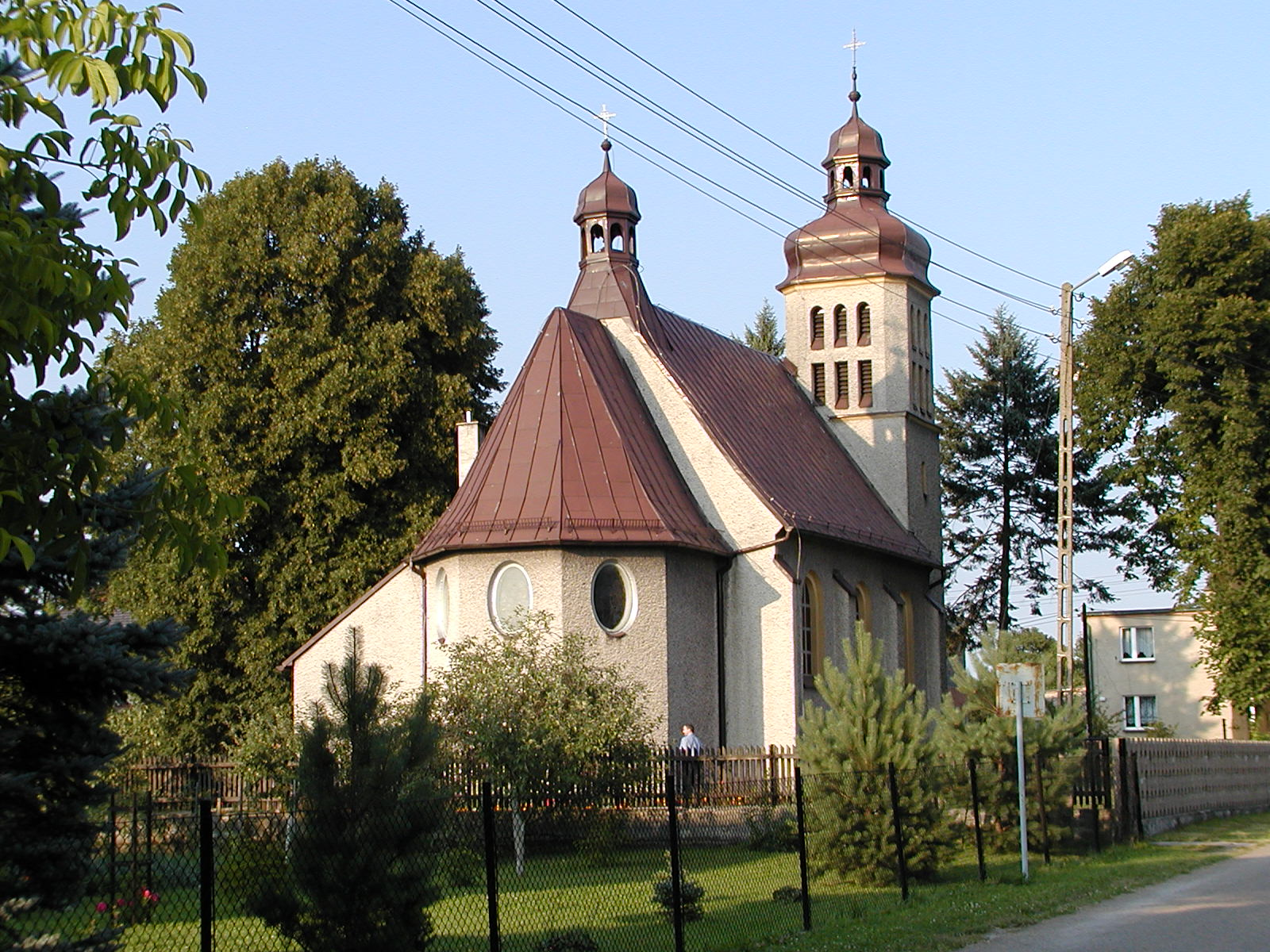
Kościół
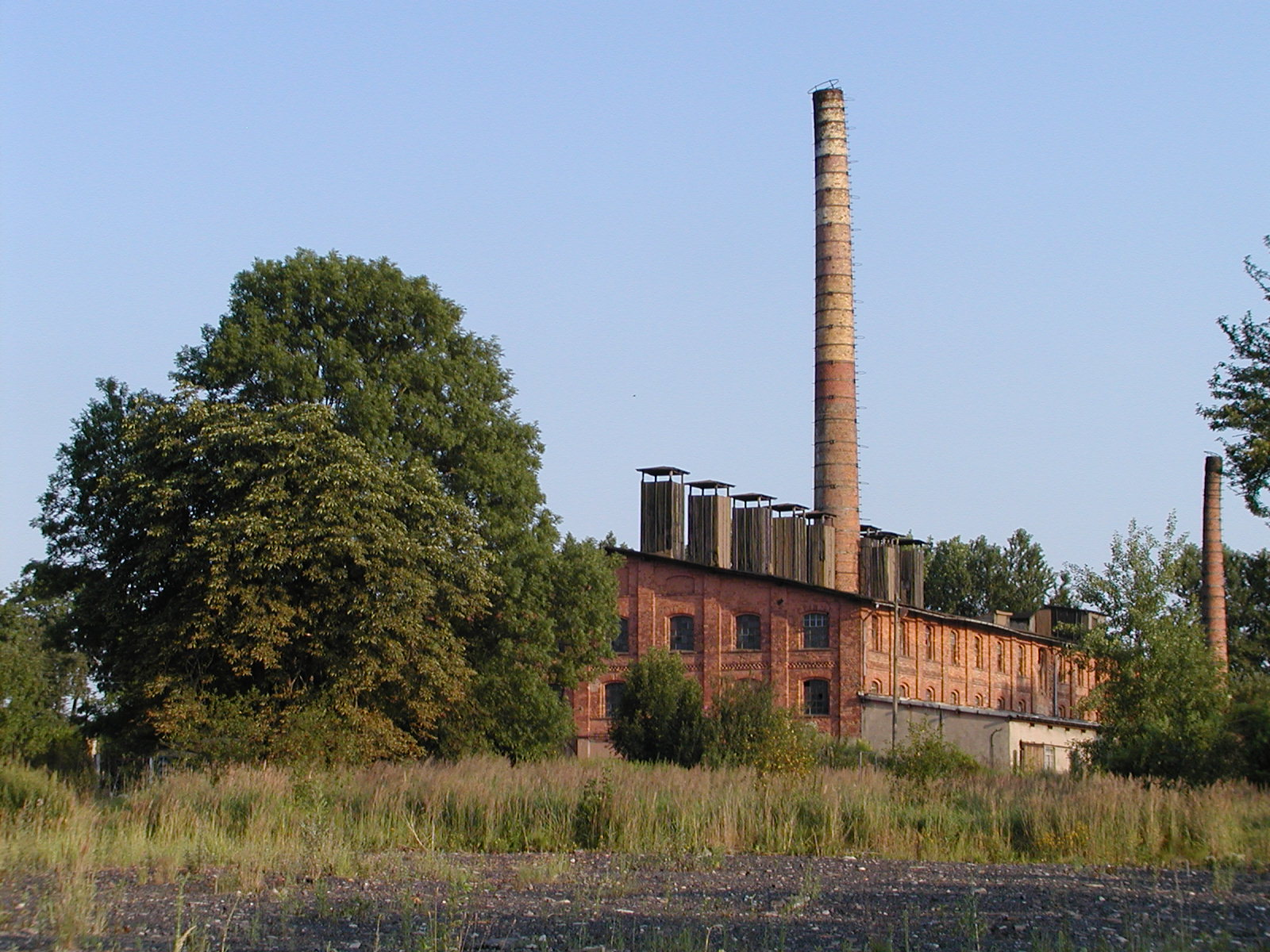
Cegielnia
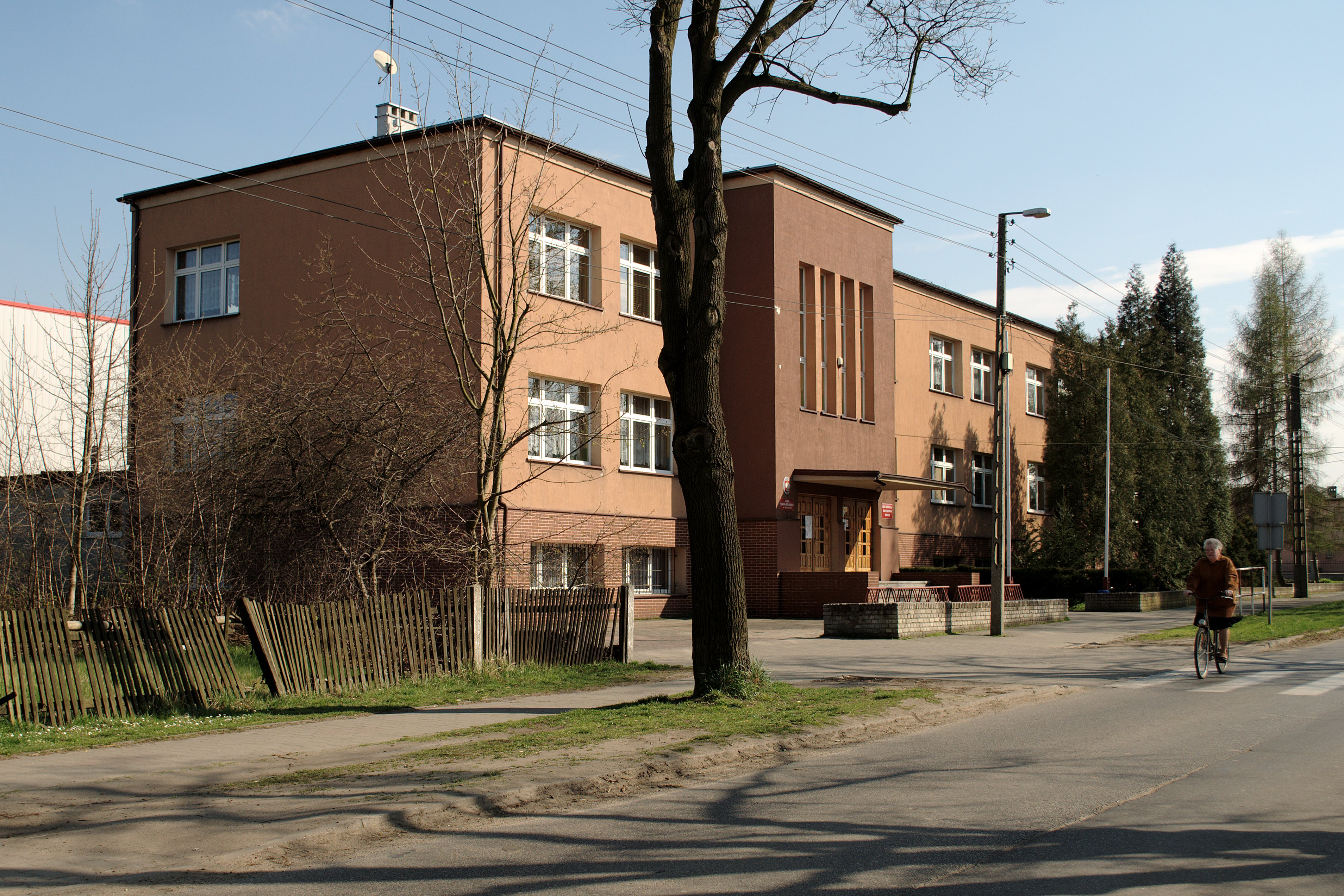
Szkoła